# 拉布吕耶尔 (科多尔省)
拉布吕耶尔（法語：Labruyère，法語發音：[labʁɥijɛʁ]）是法国科多尔省的一个市镇，属于博讷区。

## 地理
拉布吕耶尔（47°2'38"N, 5°9'1"E）面积7.28 平方千米，位于法国勃艮第-弗朗什-孔泰大區科多尔省，该省份为法国中东部省份，北起奥布省，西接涅夫勒省和约讷省，南至索恩-卢瓦尔省，东南接汝拉省，东临上索恩省，东北部与上马恩省接壤。
与拉布吕耶尔接壤的市镇（或旧市镇、城区）包括：勒沙特莱、瑟尔、尚布朗、格拉农、帕尼城、帕尼堡。

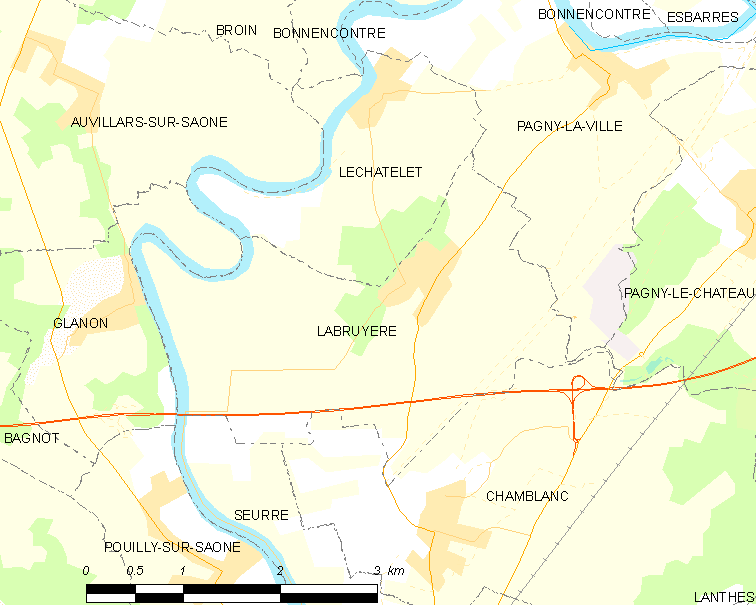
的OSM定位图

拉布吕耶尔的时区为UTC+01:00、UTC+02:00（夏令时）。

## 行政
拉布吕耶尔的邮政编码为21250，INSEE市镇编码为21333。

## 政治
拉布吕耶尔所属的省级选区为布拉泽昂普莱讷县。

## 人口

1962-2008年间人口变化图示

拉布吕耶尔于2022年1月1日时的人口数量为232人。